# Eilema costipuncta
Eilema costipuncta är en fjärilsart som beskrevs av John Henry Leech 1890. Eilema costipuncta ingår i släktet Eilema och familjen björnspinnare. Inga underarter finns listade i Catalogue of Life.